# کوستاس پولیتیس
کوستاس پولیتیس (یونانی: Κωνσταντίνος "Κώστας" Πολίτης؛ ۲۱ مارس ۱۹۴۲ – ۱۸ ژوئن ۲۰۱۸) بازیکن بسکتبال و مربی بسکتبال اهل یونان بود.
از باشگاه‌هایی که در آن بازی کرده‌است می‌توان به تیم ملی بسکتبال یونان و باشگاه بسکتبال پاناتینایکوس اشاره کرد.
وی در مسابقات کشوری و بین‌المللی در مجموع برندهٔ ۱ مدال طلا شده‌است.